# STVストレイトニュース
『STVストレイトニュース』（エス・ティー・ヴィー ストレイトニュース）は札幌テレビ放送（STV）で2016年10月3日から放送されている平日昼のローカルニュース番組。

## 概要
2016年9月まで放送されていた『どさんこワイドひる』の放送枠を受け継ぎ、北海道地区向けの昼のローカルニュース番組として放送開始。「今起きていること」をコンセプトに、北海道内でこの時間までに入ってきたニュースや道内の気象情報を伝える。
2024年4月1日の放送から、月曜から木曜の番組タイトルを『STVストレイトニュース11』に変更し、放送時間を拡大。道内のニュースを筆頭に、北海道日本ハムファイターズに在籍したことがある大谷翔平、ダルビッシュ有らメジャーリーグの試合速報などのスポーツ情報、午後に役立つ道内の天気予報を三本柱としている。同局では、生番組を放送することで悪天候や臨時ニュースなど即応性が求められる、生活者目線に立った番組作りを目指すとしている。

## 出演者
| 期間      | 期間      | 月曜・火曜 | 水曜     | 木曜     | 金曜           |
| --------- | --------- | ---------- | -------- | -------- | -------------- |
| 2024.4.1  | 2024.9.27 | 宮永真幸   | 宮永真幸 | 村雨美紀 | （シフト勤務） |
| 2024.9.30 | 現在      | 宮永真幸   | 村雨美紀 | 村雨美紀 | （シフト勤務） |

## 放送時間
- 月曜 - 木曜 11時00分 - 11時55分
- 金曜 11時30分 - 11時55分